# Indianola, Iowa
Indianola là một thành phố thuộc quận Warren, tiểu bang Iowa, Hoa Kỳ. Năm 2010, dân số của thành phố này là 14782 người.

## Dân số
Dân số qua các năm:
- Năm 2000: 12998 người.
- Năm 2010: 14782 người.